# Congrégation de saint-Pierre-aux-Liens
La congrégation de saint-Pierre-aux-Liens (en latin congregatio a Sancto Petro in Vinculis) est une congrégation cléricale de droit pontifical. 

## Historique
La congrégation est fondée à Marseille par le père Charles Fissiaux (1806 - 1867). À cette époque, en France, les jeunes sont internés avec les adultes en vertu de l’article 66 du Code pénal, le comte d'Argout qui a sous sa tutelle l’administration pénitentiaire adresse le 3 décembre 1832 une circulaire aux préfets pour placer les non-discernants en apprentissage et les sortir de prison mais la circulaire est peu appliquée.
Fissiaux se rend compte que les jeunes emprisonnés ne s'améliore pas en prison. Pire, les adultes leur apprennent les « ficelles du métier » et les jeunes sont de vrais délinquants à leur sortie de prison. Pour remédier à ce problème, il entreprend la création d'institutions réservés au traitement et à la prévention de la délinquance juvénile. Pour gérer ces centres, le prêtre établit une nouvelle congrégation religieuse le 1er août 1839 (le jour de la fête de Saint-Pierre-aux-Liens, dans laquelle est célébrée la délivrance miraculeuse de Saint-Pierre de prison) avec l'approbation de l'archevêque de Marseille.
La congrégation de Saint-Pierre-aux-Liens reçoit du pape le décret de louange le 27 septembre 1853 et ses constitutions basée sur la règle de saint Augustin sont approuvées par le Saint-Siège en 1933. 
En 1936, plusieurs membres sont martyrisés en Espagne : Théodore Illera del Olmo, Joachim Gómez Peña, Maxime Franco Ruiz, Joachim Puente González, Bernard Puente González, Stanislas Tajadura Marcos, Ange de la Iglesia Ocina, Ricard Guerra Villazan, Acace Calleja Santamaría.

## Activités et diffusion
Les membres de la congrégation sont dédiés à la rééducation morale et la réinsertion sociale de jeunes. 
Ils sont présents en :
Espagne, France, Brésil et Argentine. 
Le siège général est à Barcelone. 
Au 31 décembre 2005, la congrégation compte 11 maisons et 39 religieux, dont 20 prêtres. 

## Sources
- Annuaire pontifical pour 2007, Libreria Editrice Vaticana, Cité du Vatican 2007 (ISBN 978-88-209-7908-9).